# Antoine Gillespie
Antoine Lamont Gillespie (Chicago, 16 de enero de 1973) es un exbaloncestista dominicano.

## Palmarés

### Campeonatos nacionales
- Actualizado hasta el 23 de mayo de 2016.

| Título         | Club              | País           | Año       |
| -------------- | ----------------- | -------------- | --------- |
| Subcampeón IBA | Black Hills Posse | Estados Unidos | 1995-1996 |

### Individuales
- Actualizado hasta el 23 de mayo de 2016.

| Título                                     | Club              | País           | Año       |
| ------------------------------------------ | ----------------- | -------------- | --------- |
| All-IBA First Team                         | Black Hills Posse | Estados Unidos | 1996      |
| Máximo anotador de triples de la temporada | Ferro             | Argentina      | 1999-2000 |
| Máximo anotador de libres de la temporada  | Ferro             | Argentina      | 1999-2000 |